# Assaonador
Un assaonador era un menestral que tenia com a ofici assaonar les pells animals ja netes fins a fer-ne cuir. El terme ve de la paraula sèu.
La transformació de les pells animals en cuir requeria un laboriós procés que desenvolupaven tres professionals diferents de manera consecutiva: Primer els blanquers, seguidament els assaonadors i per acabar els diversos menestrals que en feien els béns concrets (sabates, selles de muntar, bosses, etc.). El nivell de riquesa també seguia aquest ordre: en el ram del cuir els més rics eren els blanquers, ja que treballaven a l'engròs, seguits a distància pels assaonadors, i per exemple de l'última fase els sabaters acostumaven a quedar endeutats amb els segons. Aquesta segmentació del procés del cuir és pròpia almenys de la Barcelona d'època moderna i altres ciutats catalanes amb una indústria de la pell potent, però a la majoria de ciutats europees del mateix moment l'ofici quedava simplificat al professional de l'adober.
Els assaonadors eren els que compraven les pells ja netes als blanquers per tal d'iniciar-ne la transformació en cuir, un procés d'adobament que durava uns quants mesos: primer submergien les pells embotides amb plantes roldor, passat un temps les assecaven i finalment les saginaven amb greix per tal que tornessin a ser flexibles. Després podien aplicar-hi altres processos: tenyir-les, treure'n les arrugues, assecar-les, llustrar-les i cilindrar-les. El resultat final era el cuir, a punt de ser venut a aquells diversos oficis que en feien els béns de consum útils. A causa de la intensa pudor que generava aquesta activitat i també de la necessitat de disposar a prop d'una séquia amb aigua abundant, els assaonadors solien tenir llurs obradors i calciners en llocs marginals dins les ciutats, o fins i tot a fora, a prop dels blanquers.
En trobem esmentats en documents dels darrers segles medievals de Barcelona, Lleida, Girona, etc. A Barcelona el gremi devia ser fundat a finals del segle xiii, ja que el 1311 s'aprovaren els seus primers estatuts; el nombre de membres va anar variant: a mitjan segle xv, hi havia trenta-nou assaonadors, setanta-dos en el fogatge de 1516, entre quaranta i cinquanta a finals del s. XVI], tan sols una vintena després de la pesta de 1651, i a principis del s. XVII eren altra volta uns quaranta. Cal tenir en compte, però, que des del segle xvi la manufactura del cuir catalana es va deslocalitzar de la capital fugint de les estrictes normes gremials i els elevats costos per tal d'instal·lar-se i créixer a ciutats com Igualada, Manresa, Vic, Olot, Solsona i Girona; i a finals del XVII la indústria fins i tot es desurbanitza per cercar els baixos salaris rurals.
A Mallorca, els assaonadors i els blanquers (un dels oficis més nombrosos de la ciutat) conformaven un col·legi professional. El col·legi està documentat del segle xv, i les primeres ordinacions conegudes són de 1420. Inicialment, el seu patró fou el misteri de Santa Fe, però, a començament del segle xvi, s'empararen sota la protecció de sant Cristòfol, que veneraven a la mateixa església de Santa Fe, situada a la barriada de la Calatrava. La vinculació entre els assaonadors, la Calatrava, sant Cristòfol i l'església de Santa Fe va ser intensa durant molts de segles: tots els assaonadors tenien els obradors establerts a la barriada, on encara abunden les rajoletes amb imatge del sant, igualment venerat a l'església de Santa Fe, i la sala dels assaonadors era situada just al costat de l'església, davant la Porta del Camp; fins i tot, el nom de l'ofici arribà a ser substituït, el segle xx, per la denominació de calatraví. L'escut del col·legi consistia en dos lleons sostenint un calze.